# Mohammad Sabah al-Salem al-Sabah
El Jeque Mohammad Sabah al-Salem al-Sabah (10 de octubre de 1955) es un político kuwaití, primer ministro de Kuwait en 2024. Previamente ejerció como vice primer ministro y ministro de Relaciones Exteriores de Kuwait. Hijo del fallecido emir de Kuwait, el jeque Sabah III. Su hermano mayor es el jeque Salem Sabah Al-Salem Al-Sabah, antiguo ministro de Defensa y del Interior.
Doctorado en Economía por la Universidad de Harvard, fue profesor de Economía en la Universidad de Kuwait entre 1979 y 1985, antes de incorporarse al Instituto Kuwaití para la Investigación Científica de 1987 a 1988. En 1993 fue nombrado como embajador de su país en los Estados Unidos, cargo en el que permaneció hasta que fue nombrado ministro de Estado de Relaciones Exteriores el 14 de febrero de 2001. El 11 de febrero de 2005, fue elegido vice primer ministro Adjunto y ministro de Relaciones Exteriores.